# 81P/Wild
81P/Wild, o cometa Wild 2, è una cometa periodica del Sistema solare, appartenente alla famiglia cometaria di Giove. È stata scoperta il 6 gennaio 1978 dall'astronomo svizzero Paul Wild. La cometa è stata obiettivo della missione spaziale Stardust della NASA.

## Evoluzione dell'Orbita

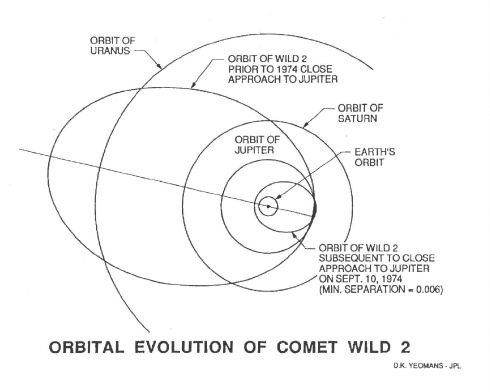
Evoluzione dell'orbita della cometa Wild 2

Da studi condotti da Marsden (1978) e Nakano (1979) è emerso che nel 1974 la cometa è transitata a sole 0,2 UA da Giove. L'azione gravitazionale esercitata dal pianeta ha modificato l'orbita della cometa indirizzandola verso il sistema solare interno. Il suo periodo orbitale è cambiato da 40 anni circa a 6,17 anni, mentre la distanza perielica è diminuita da 4,9 UA a 1,59 UA.

## Missione Stardust
La NASA ha lanciato la sonda Stardust il 7 febbraio 1999. La sonda ha eseguito un incontro ravvicinato della cometa il 2 gennaio 2004 ed ha raccolto dei campioni del materiale emesso dalla chioma cometaria, che è stato riportato a Terra insieme alla polvere interstellare raccolta durante il viaggio.

Sequenza di immagini raccolte dalla sonda Stardust durante il sorvolo ravvicinato della cometa Wild 2

Durante la missione sono state raccolte settantadue immagini ravvicinate del nucleo cometario. Esse rivelano una superficie crivellata da depressioni dal fondo piatto, con pareti a strapiombo ed altre caratteristiche dalle dimensioni comprese dal molto piccolo ai 2 km. Si ritiene che tali caratteristiche siano crateri da impatti o aperture di sfogo dei gas. Durante il sorvolo ravvicinato della sonda Stardust, erano attive almeno dieci aperture di sfogo. Il nucleo ha un diametro di 4 km.
Il contenitore del materiale cometario raccolto è giunto a Terra in ottime condizioni il 15 gennaio 2006, atterrando nello Utah. Un gruppo di ricercatori della NASA ha analizzato le celle di raccolta del materiale ed ha rimosso ogni grano di materiale cometario o di polvere interstellare. Tale materiale è stato quindi inviato a 150 ricercatori in tutto il mondo. L'associazione The Planetary Society, in collaborazione con la NASA, ha avviato un progetto chiamato "Stardust@Home", in cui viene permesso a dei volontari di aiutare a localizzare le particelle sul collettore per mezzo del proprio personal computer.

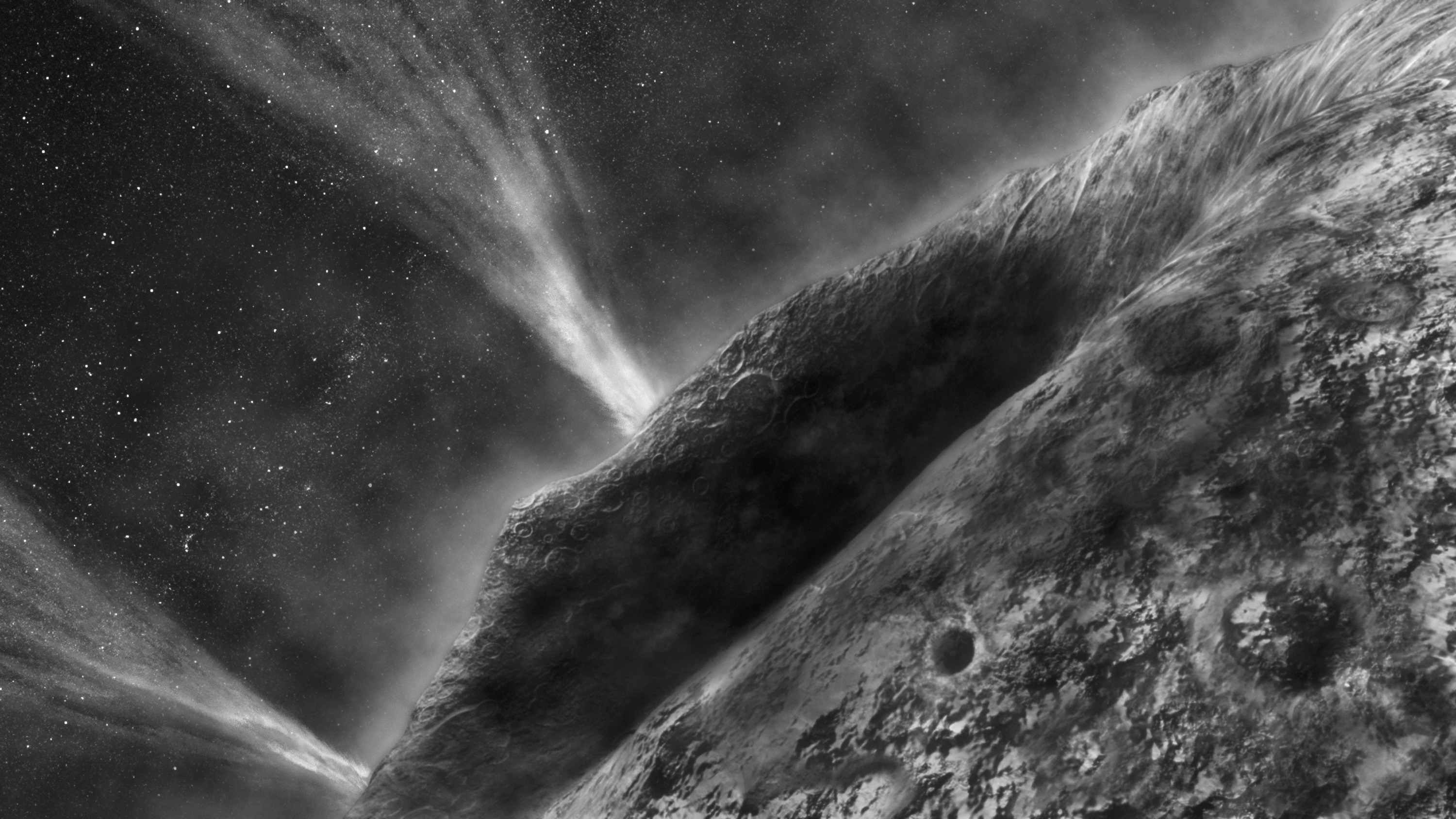
Rappresentazione artistica dei getti di gas prodotti dalla cometa visti dalla superficie

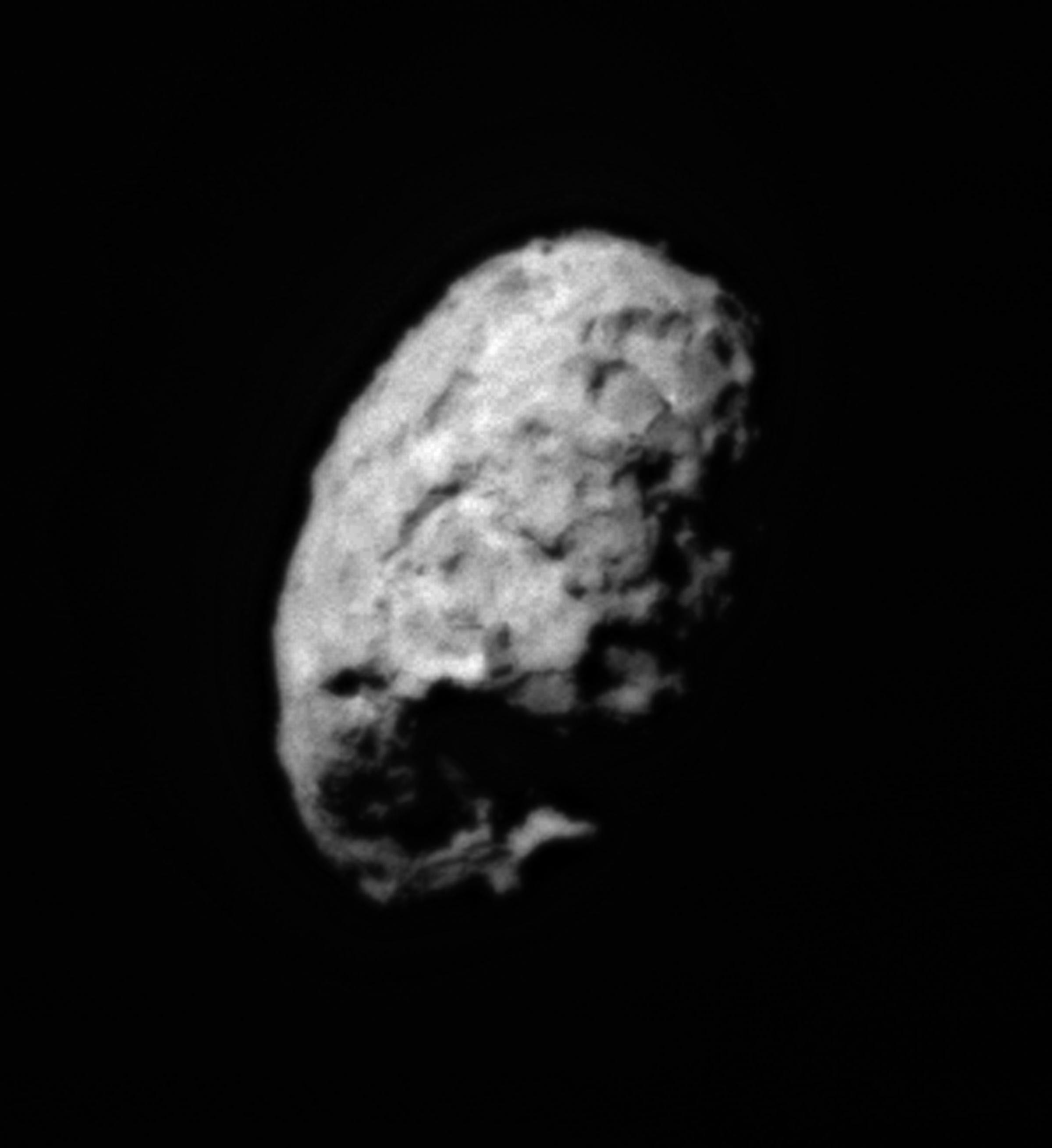
Immagine del nucleo della cometa raccolto dalla sonda Stardust della NASA

Fino ad ora nella polvere riportata a Terra dalla sonda sono stati individuati numerosi composti organici, due dei quali contenenti azoto utilizzabile biologicamente, ed idrocarburi alifatici in catene più lunghe rispetto a quelle normalmente osservate nel mezzo interstellare. Non sono stati osservati silicati idrati, né carbonati, e ciò suggerisce che la polvere della cometa Wild 2 non ha subito alterazione per mezzo di acqua liquida. Sono state trovate poche particelle di carbonio puro, mentre il quantitativo di silicati cristallini è sostanziale: olivina, anortite e diopside, tutti materiali che si formano ad alta temperatura. Questa misura è in accordo con precedenti osservazioni di silicati cristallini sia nella coda di alcune comete, sia nei dischi circumstellari, a grande distanza dalla stella. Le possibili spiegazioni del perché materiale che si forma solo ad alta temperatura si trovi ad una grande distanza dal Sole sono state raccolte prima della missione Stardust da van Boekel et al: